# Injerto óseo
El injerto de hueso es un procedimiento quirúrgico que reemplaza el hueso faltante a fin de reparar las fracturas óseas que son extremadamente complejas, que representan un riesgo significativo para la salud del paciente, o no se curan bien.
El hueso generalmente tiene la capacidad de regenerarse completamente, pero requiere un espacio muy pequeño de fractura o algún tipo de andamio para hacerlo. Los injertos óseos pueden ser autólogos (hueso de la cosecha del propio cuerpo del paciente, a menudo de la cresta ilíaca), aloinjerto (hueso de cadáver por lo general obtenido de un banco de huesos), o sintética (a menudo de sustancias de hidroxiapatita u otros de origen natural y biocompatible) con similares propiedades mecánicas al hueso. La mayoría de los injertos óseos se espera que se reabsorban y se sustituyan el hueso natural cura con el tiempo de unos meses.
Los principios de los injertos óseos exitosos incluyen osteoconducción (guiar el crecimiento de reparación del hueso natural), osteoinducción (fomentando las células no diferenciadas para convertirse en osteoblastos activos), y la osteogénesis (que viven las células de hueso en el material de injerto de contribuir a la remodelación ósea). La osteogénesis se produce solo con autoinjertos.

## Mecanismo biológico
El injerto de óseo es posible porque el tejido óseo, a diferencia de la mayoría de otros tejidos, tiene la capacidad de regenerarse completamente si se proporciona el espacio en el cual pueda crecer. Como el hueso nativo crece, generalmente será reemplazado el material de injerto completamente, resultando una región totalmente integrado de hueso nuevo. Los mecanismos biológicos que proporcionan una base para el injerto óseo son osteoconducción, osteoinducción y osteogénesis.

### Osteoconducción
La Osteoconducción se produce cuando el material de injerto óseo sirve como un andamio para el crecimiento de hueso nuevo que se perpetúa por el hueso nativo. Los osteoblastos desde el margen del defecto que se está injertadas utilizar el material de injerto óseo como un marco en el cual para difundir y generar hueso nuevo. En lo menos, un material de injerto óseo debe ser osteoconductivo.

### Osteoinducción
La Osteoinducción consiste en la estimulación de las células madre adultas no diferenciadas (que se utilizaron para realizar un injerto óseo) para que se conviertan en células osteoformadoras mediante el uso de proteínas.

### Osteopromoción
La Osteopromoción implica la mejora de la osteoinducción sin la posesión de propiedades osteoinductivas. Por ejemplo, esmalte derivado de la matriz ha demostrado mejorar el efecto osteoinductivo de hueso desmineralizado liofilizado aloinjerto (DFDBA), pero no estimula por sí mismo el crecimiento del hueso de novo. La osteopromoción se define como la capacidad para inducir regeneración ósea mediante la utilización de guías físicas. El objetivo de la osteopromoción es guiar la formación de hueso sano necesario y suficiente para cubrir los defectos óseos, tanto en los procesos alveolares como periodontales, dehiscencias y zonas donde existe deficiente volumen óseo.

### Osteogénesis
La Osteogénesis se produce cuando los osteoblastos vitales procedentes del material de injerto óseo contribuyen al crecimiento de hueso nuevo junto con el crecimiento del hueso generado a través de los otros dos mecanismos.

## Tipos y fuentes de tejidos

### Autoinjerto
El injerto óseo autólogo o autógena consiste en la utilización de hueso obtenido a partir de un mismo individuo de recibir el injerto. Ósea puede ser cosechado de los huesos no esenciales, como la de la cresta ilíaca, o más comúnmente en cirugía oral y maxilofacial, de la sínfisis mandibular (área de la barbilla) o anterior rama de la mandíbula (el proceso coronoides), esto es particularmente cierto para el bloque injertos, en el cual se coloca un pequeño bloque de todo el hueso en el área que se está injertando. Cuando un injerto en bloque se llevará a cabo, el hueso autógeno es el más preferido, porque hay menos riesgo de rechazo del injerto, ya que el injerto se originó en el propio cuerpo del paciente. Un aspecto negativo de los injertos autólogos es que un sitio de la cirugía se requiere, en efecto, la adición de otro lugar potencial para el dolor postoperatorio y las complicaciones.
El hueso autólogo es típicamente cosecha de intra-orales de fuentes tales como las fuentes de la barbilla o extra-oral, como la cresta ilíaca, el peroné, las costillas, las partes e incluso la mandíbula del cráneo.
Todo Injerto óseo requiere un suministro de sangre en el sitio trasplantado. Según el lugar donde el sitio del trasplante sea y el tamaño del injerto, un suministro de sangre adicional podría ser requerido. Para estos tipos de injertos, la extracción de la parte del periostio y los vasos se acompañan de sangre junto con hueso del donante se requiere. Este tipo de injerto se conoce como un injerto de hueso vital.
Un autoinjerto también se puede realizar sin una estructura ósea sólida, por ejemplo usando el hueso fresado de la espina ilíaca antero-superior. En este caso hay una acción osteoinductiva y osteogénica, sin embargo no hay ninguna acción osteoconductiva, así como no hay una estructura ósea sólida.

### Aloinjerto
El aloinjerto óseo, como el hueso autógeno, se deriva de los seres humanos, la diferencia es que el injerto se obtiene de una persona que no sea el que recibido el injerto. El aloinjerto óseo se toma de cadáveres que han donado sus huesos, de manera que pueda ser utilizado para ayudar a vivir a otras personas que lo están necesitando, sino que normalmente se obtienen de un banco de huesos.
Hay tres tipos de injerto de hueso disponible:
1.Fresh o hueso fresco congelado
2.Freeze secado aloinjerto óseo (FDBA)
3.Hueso liofilizado Desmineralizado aloinjerto (DFDBA)

### Variantes sintéticas
El hueso artificial puede ser creado a partir de cerámica tales como fosfatos de calcio (por ejemplo, hidroxiapatita y fosfato tricálcico), biovidrio y sulfato de calcio;. Todos los cuales son biológicamente activas en diferentes grados dependiendo de la solubilidad en el medio fisiológico. Estos materiales pueden ser dopados con factores de crecimiento, tales como iones estroncio o mezclado con aspirado de médula ósea para aumentar la actividad biológica. Algunos autores creen que este método es inferior al injerto óseo autógeno. Sin embargo, la infección y el rechazo del injerto es mucho menos de un riesgo, las propiedades mecánicas tales como módulo de Young son comparables a los huesos. La presencia de elementos como el estroncio puede dar lugar a una mayor densidad mineral ósea y mejora la proliferación de osteoblastos in vivo.

### Xenoinjerto
Sustituto óseo Xenoinjerto tiene su origen en una especie distinta de humanos, como la bovina. Los xenoinjertos en general solo se distribuyen como una matriz calcificada. En enero de 2010 un grupo de científicos italianos anunció un gran avance en el uso de la madera como sustituto óseo, aunque esta técnica no se espera que sea utilizado para los seres humanos.

### Injertos aloplásticos
Los injertos aloplásticos pueden estar hechos de hidroxilapatita, un mineral natural que es también el componente principal mineral del hueso. Pueden estar hechas de vidrio bioactivo. Hidroxilapatita es un injerto de hueso sintético, que es el más utilizado actualmente entre otros sintéticos debido a su osteoconducción, la dureza y la aceptación por el hueso. Algunos injertos óseos sintéticos están hechos de carbonato de calcio, que comienzan a disminuir en el uso, ya que es completamente reabsorbible en corto tiempo, lo que hace que sea fácil que el hueso se rompa nuevamente. Por último se utiliza el fosfato tricálcico que ahora se utiliza en combinación con hidroxilapatita dar así tanto efecto osteoconductivo y reabsorción.

### Factores de crecimiento
Injertos factor de crecimiento mejoradas se producen utilizando la tecnología del ADN recombinante. Consisten en cualquiera de factores de crecimiento humano o crecimientos morfógenos (proteínas morfogénicas del hueso en conjunción con un medio portador, tales como colágeno).

## Usos
El uso más común de injerto óseo está en la aplicación de los implantes dentales, con el fin de restaurar la zona desdentada de un diente que falta. Los implantes dentales requieren los huesos debajo de ellos para el apoyo y que el implante se integre correctamente a la boca. Las personas que han sido edéntulo (sin dientes) durante un período prolongado podrían no tener suficiente hueso que queda en los lugares necesarios. En este caso, el hueso puede ser tomado de la barbilla o de los agujeros para los implantes o incluso de la cresta ilíaca de la pelvis y se inserta en la boca debajo del nuevo implante.
En general, los injertos de hueso se utilizan ya sea en bloque (por ejemplo, de la barbilla o el área de rama ascendente de la mandíbula inferior) o particulado, con el fin de ser capaz de adaptarse mejor a un defecto.
Otro injerto óseo común, que es más importante que los utilizados para implantes dentales, es de la diáfisis del peroné. Después de que el segmento de la diáfisis del peroné se ha eliminado sus actividades normales, tales como correr y saltar son permitidos en la pierna con el déficit óseo. Los injertadas, fíbulas vascularizadas se han utilizado para restablecer la integridad del esqueleto de huesos largos de las extremidades en la que existen defectos congénitos del hueso y para sustituir los segmentos de hueso después de un trauma o invasión de un tumor maligno. El periostio y la arteria nutriente generalmente se extirpan con el trozo de hueso, de manera que el injerto se mantiene vivo y crece cuando se trasplantan en el sitio nuevo huésped. Una vez que el hueso trasplantado se asegura en su nueva ubicación por lo general restablece el abastecimiento de sangre al hueso en el que se ha unido.
Además el uso principal de un injerto de hueso - implantes dentales - este procedimiento se utiliza para fundir las juntas para evitar el movimiento, reparar huesos rotos que tienen pérdida de masa ósea y el hueso roto de reparación que aún no ha cicatrizado.
Los injertos óseos se utilizan con la esperanza de que el hueso defectuoso será curado o volverá a crecer con poco o ningún rechazo del injerto.

## Procedimiento
Dependiendo del lugar donde el injerto óseo se necesite, un médico diferente puede ser solicitado para realizar la cirugía. Los médicos que realizan procedimientos de injertos óseos son cirujanos ortopédicos comunes, la cabeza y los cirujanos de otorrinolaringología del cuello, neurocirujanos, cirujanos craneofaciales, orales y cirujanos maxilofaciales,  periodoncistas e implantólogos.

## Riesgos
Como en cualquier procedimiento hay riesgos involucrados, entre éstos se incluyen las reacciones a los medicamentos y problemas respiratorios, sangrado e infección. La infección se informó de que se produzca en menos de 1% de los casos y se puede curar con antibióticos. En general, los pacientes con una enfermedad preexistente tienen un riesgo mayor de contraer una infección en comparación con aquellos que son en general sanos.

### Riesgos por injertos desde la cresta ilíaca
Entre los posibles riesgos y complicaciones de los injertos de hueso que emplean la cresta ilíaca como zona donante se incluyen:
·hernia intestinal adquirida (esto se convierte en un riesgo para las zonas donantes más grandes (> 4 cm)). Alrededor de 20 casos han sido reportados en la literatura desde 1945 hasta 1989 y solo unos pocos cientos de casos han sido reportados en todo el mundo.
·meralgia parestésica (lesión en el nervio cutáneo femoral lateral también llamado síndrome de Bernhardt-Roth).
·inestabilidad pélvica.
·fractura (muy poco frecuente y por lo general con otros factores).
·lesión en los nervios clunial (esto hará que el dolor pélvico posterior se vea agravada por sentado).
·lesión del nervio ilioinguinal.
·infección.
·hematoma leve (una ocurrencia común).
·hematomas profundos que requiere intervención quirúrgica.
·seroma.
·lesión ureteral.
·pseudoaneurisma de la arteria ilíaca (raro).
·Transplantación de tumor.
·defectos estéticos (principalmente causados por la no preservación de la cresta ilíaca superior).
·dolor crónico.
Los injertos óseos cosechados a partir de la cresta ilíaca posterior, en general, tienen una menor morbilidad, pero dependiendo del tipo de cirugía, puede requerir un tirón mientras el paciente está bajo anestesia general.

## Costos
Los procedimientos de injerto óseo consiste en algo más que la cirugía. El costo promedio de los huesos procedimientos de injerto va desde aproximadamente $ 33.860 a $ 37.227. Ejemplo de precios EE. UU.:. Además del costo del injerto de hueso en sí mismo (que van desde $ 250 a $ 900) otros gastos para el procedimiento incluyen: los honorarios del cirujano (que varían), honorarios anestesiólogo (aproximadamente $ 350 a $ 400 por hora), gastos de hospital (éstos varían; un promedio de $ 1.500 a $ 1.800 por día), gastos de medicamentos ($ 200 a $ 400), y cargos adicionales por servicios tales como suministros médicos, procedimientos diagnósticos, los honorarios de equipos de uso, etc

## Recuperación y cuidado posterior
La cantidad de tiempo que le toma a una persona recuperarse depende de la gravedad de la lesión a tratar y dura de 2 semanas a 2 meses con la posibilidad de que el ejercicio vigoroso de ser excluidas por hasta 6 meses.